# رودنبرگ (زامتگمایند)
رودنبرگ (به آلمانی: Samtgemeinde Rodenberg) یک منطقهٔ مسکونی در آلمان است که در شاومبورگ واقع شده‌است. رودنبرگ ۱۶٬۰۳۵ نفر جمعیت دارد.